# Chiarpata
Chiarpata (auch: Chiarapata oder Char Pata) ist eine Ortschaft im Departamento La Paz im südamerikanischen Anden-Staat Bolivien.

## Lage im Nahraum
Chiarpata ist zentraler Ort des Kanton Villa Pabon de Chiarpata im Municipio Pucarani in der Provinz Los Andes und liegt auf einer Höhe von 3920 m, am rechten, nordwestlichen Ufer des Río Huancarani, der flussabwärts in den Río Sehuenca, einen Zufluss zum Titicacasee, mündet.

## Geographie
Chiarpata liegt auf dem bolivianischen Altiplano zwischen den Anden-Gebirgsketten der Cordillera Occidental im Westen und der Cordillera Central im Osten. Die Region weist ein ausgeprägtes Tageszeitenklima auf, bei dem die mittleren Temperaturschwankungen im Tagesverlauf deutlicher ausfallen als im Jahresablauf.
Die Jahresdurchschnittstemperatur der Region liegt bei 9 °C, die mittleren Monatswerte schwanken nur unwesentlich zwischen 6 °C im Juli und 10 °C im November und Dezember (siehe Klimadiagramm Batallas). Der Jahresniederschlag beträgt etwa 600 mm, die Monatsniederschläge liegen zwischen unter 15 mm in den Monaten Juni bis August und zwischen 100 und 120 mm von Dezember bis Februar.

## Verkehrsnetz
Chiarpata liegt in einer Entfernung von 69 Straßenkilometern nordwestlich von La Paz, der Hauptstadt des Departamentos.
Von La Paz aus führt die asphaltierte Nationalstraße Ruta 2 in westlicher Richtung nach El Alto und weiter in nordwestlicher Richtung über Vilaque und Palcoco nach Batallas. Von hier zweigt eine unbefestigte Landstraße in südlicher Richtung ab, die nach Calasaya führt und dort einen Abzweig in südwestlicher Richtung nach Chiarpata hat.

## Bevölkerung
Die Einwohnerzahl der Ortschaft ist im vergangenen Jahrzehnt leicht angestiegen:
| Jahr | Einwohner         | Quelle       |
| ---- | ----------------- | ------------ |
| 1992 | keine Detaildaten | Volkszählung |
| 2001 | 246               | Volkszählung |
| 2012 | 306               | Volkszählung |
| 2024 |                   | Volkszählung |

Die Region weist einen hohen Anteil an Aymara-Bevölkerung auf, im Municipio Batallas sprechen 93,9 Prozent der Bevölkerung Aymara.